# World of Warcraft: Артас. Восхождение Короля-лича
«Артас: Восхождение Короля-Лича» (англ. «World of Warcraft: Arthas: Rise of the Lich King») — роман в жанре фэнтези писательницы Кристи Голден (англ. Christie Golden), известной своими новеллизациями сериала «Звёздный путь». Ранее она также написала романы Warcraft: Повелитель кланов и World of Warcraft: Beyond the Dark Portal. Действие романов происходит в созданной Blizzard Entertainment вселенной Warcraft.

## Сюжет
Сюжет книги повествует об Артасе Менетиле — сыне и наследнике Теренаса Менетила, короля Лордерона. О человеке, с которым судьба обошлась очень жестоко. Ради спасения своего народа он добровольно отдал свою душу в руки тьмы и превратился в чудовище. Часть сюжета повествует о детстве и молодости принца. О том, как он был посвящён в орден Серебряной длани, и о его связи с волшебницей Джайной Праудмур. Остальная же часть представляет собой трактовку событий игр WarCraft III: Reign of Chaos и WarCraft III: The Frozen Throne.